# De tre Tenorer
De tre Tenorer var en trio af verdenskendte tenorer: 
José Carreras, Plácido Domingo og Luciano Pavarotti.
Trio opstod ved verdensmesterskabet i fodbold i 1990 og fik stor popularitet.
Navnet er tilligt brugt afledt, for eksempel har det i en dansk politisk sammenhæng været brugt spøgende om den politiske trio der i midten af 1990'erne havde magten i Det Konservative Folkeparti: Hans Engell, Erik Skov Pedersen og Peter Sterup.